# Фудзівара но Сукемаса
Фудзівара но Сукемаса (*藤原 佐理, 944 — 19 серпня 998) — середньовічний японський державний діяч, видатний каліграф періоду Хейан. Один з «Трьох пензлів» (разом з Оно но Мітікадзе і Фудзівара но Юкінарі).

## Життєпис
Походив з роду Північні Фудзівара, однієї з гілок клану Фудзівара. Син Фудзівара но Ацутосі, заступника голови лівої внутрішньої палацової гвардії (са-коно'ефу) та доньки Фудзівара но Мотони. Народився у 944 році. 947 році втратив батька. Тоді ж його було всиновлено дідом Фудзівара но Санейорі. Здобув гарну освіту.
960 року поступив до Лівої внутрішньої імператорської гвардії (са-коноефу). 961 року отримав нижчу ступінь молодшого п'ятого рангу. Водночас призначено дзідзю (на кшталт камергера), став працювати в куродо-докоро (опікувалося імператорськими паперами і архівами, різними потребами особистого характеру володаря). 962 року переходить заступником молодшого офіцера в Правій Середній палацовій гвардій (у-хьоефу). 966 року призначено сьсьо (молодшим командиром) в Правій внутрішній палацовій гвардії (у-кон'ефу). 967 року стає заступником губернатора провінції Омі. Того ж року після отримання дідом посади сессьо (регента) Фудзівара но Сукемаса надано вищий ступінь молодшого п'ятого рангу, 968 року — нижчу ступінь старшого п'ятого рангу. 969 року призначено заступником голови куродо-докоро. Невдовзі стає утюбеном (першим помічником Головного Правого ревізора).
970 року надано нижчу ступінь молодшого четвертого рангу. 971 року стає сатюбеном (першим помічником Головного Лівого ревізора). 975 року стає кокусі провінції Кії. 977 року надано старшу ступінь молодшого четвертого рангу. 978 року призначено санґі (асоційованим державним радником), увійшовши до Дайдзьокану (Вищої державної ради). 979 року очолив провінцію Санукі.
981 року отримав молодший третій ранг. 982 року призначено кокусі провінції Ійо. 983 року призначено секретарем інспекції Кагеюсі. 984 року отримав вищий ступінь молодшого третього рангу. Того ж року призначено кокусі провінції Мімасаки, а 989 року — провінції Харіма.
990 року стає міністром війни. 991 року пішов з посади санґі, отримавши призначення заступника голови дадзайфу на о. Кюсю. 992 року отримав старший третій ранг. У 995 року пішов у відставку через хворобу. Помер у 998 році.

## Творчість

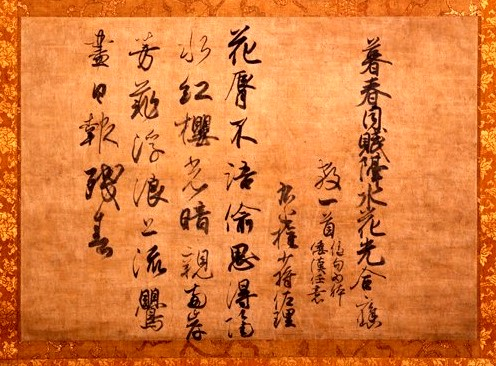
Сікайсі

Був майстром каліграфії, особливо відомий як провідний практик курсивного письма. На основі китайської техніки з додаванням свого розуміння виробив основи японського стилю каліграфії. Його роботи прикрашали ритуальні ширми, що використовувалися під час церемонії сходження на трон імператорів Ен'ю, Кадзана й Ітідзьо.
Його енергійний та живий стиль відомий як сасекі. Каліграфічні твори Фудзівара но Сукемаси є частиною національного надбання. Найзначущими є «Сікайсі» (зберігається в музеї Каґава), що створено у китайському стилі каліграфії кайсі; «Ріраку-дзьо» (зберігається в Меморіальному музеї образотворчого мистецтва Хатакіями), де представлено швидкісний стиль рукописної каліграфії; «Оммей-дзьо» (в Музеї імператорських колекцій м. Токіо); «Куні но Моусібумі-дзьо»; «Тобен-дзьо».

## Характер
Вирізнявся пияцтвом та недбалим виконанням службових обов'язків. Проте мав репутацію знавця церемоніалу.

## Родина
Дружина — Фудзівара но Тосіко, донька Фудзівара но Тамесуке.
Діти:
- Фудзівара но Йоріфуса
- донька, дружина Фудзівара но Канехіра